# Perique-Tabak
Perique-Tabak ist eine seltene Tabaksorte (gesprochen pe-rik).
Perique ist ein roter Burley-Tabak, gewachsen und verarbeitet in St. James in Louisiana nahe New Orleans. Perique ist ein seltener, langsam brennender, streng schmeckender und starker Tabak.

## Verarbeitung
Perique wird wie Burley, aber während einer kürzeren Zeit getrocknet. Er wird mit Wasser befeuchtet in großen Eichen- oder Zypressenfässern unter starkem Druck gepresst. Dabei unterstützt der entstehende Saft die Fermentation. Hin und wieder wird er herausgenommen, dann wieder neu eingepackt und weiter fermentiert. Dieser Prozess dauert mindestens ein volles Jahr, manchmal sogar länger. Dadurch bekommt der Tabak ein volles Aroma. Der Nikotingehalt ist hoch, normalerweise kann Perique nicht pur geraucht werden. Wegen seines vollen Charakters wird Perique in kleinen Mengen in den Mischungen verwendet. Ungefähr 5 % in einer Mischung ist das Maximum. Er wird normalerweise mit Virginia gemischt, um ihm mehr Körper zu geben. Escudo ist ein guter Repräsentant einer Virginiamischung mit Perique. Dunhills Elizabethan Mixture war ebenfalls ein gutes Beispiel von Virginia, gemischt mit einer Spur Perique. Der Tom’s 'dark' Twist von Tom Darasz aus Kiel (erschien Ende 2016) enthält Perique und Kentucky im Mischungsverhältnis 50 % zu 50 % und ist damit wahrscheinlich einer der stärksten Tabake der Welt.
Die genaue Herstellung wird von den Firmen heute geheim gehalten. In einem alten Rezept finden sich für die Herstellung von 400 kg Perique-Tabak: 9 Liter Rum, 4,5 Liter Essig, 0,5 Liter Baldrianmixtur, 30 Gramm Anisöl, 0,5 Liter schwarzer Kaffeeextrakt, 30 Gramm gemahlene Gewürznelken, 30 Gramm pulverisierter Zimt, 1 Kilo Süßholzextrakt und etwa 22,5 Liter Wasser.

## Geschichte
Dieser Tabak wurde vor über 400 Jahren erstmals von den Choctaw- und Chickasaw-Indianern hergestellt. Der Name Perique stammt von dem Spitznamen für Pierre Chenet (Perique = span. Kosename für Pierre), von dem man glaubt, dass er der erste Nicht-Indianer war, der Perique-Tabak herstellte.